# Material Girl
"Material Girl" é uma canção da artista musical estadunidense Madonna, contida em seu segundo álbum de estúdio Like a Virgin (1984). Foi composta por Peter Brown e Robert Rans, sendo produzida por Nile Rodgers. A sua gravação ocorreu entre abril e maio de 1984 nos estúdios Sigma Sound, em Nova Iorque. O seu lançamento como o segundo single do projeto ocorreu em 30 de novembro do mesmo ano, através da Sire Records. A faixa aparece cintilantemente remixada na coletânea The Immaculate Collection (1990) e em sua forma original na compilação Celebration (2009).
O conceito do número é tido pela cantora como um retrato de sua vida naquela época. Ela também explicou que sentiu que a faixa era provocativa, o que a atraiu. Musicalmente, a canção é de andamento médio e consiste em arranjos de sintetizadores com uma voz robótica que repete o gancho. Em termos líricos, a música identifica-se com o materialismo e trata de uma jovem que propõe a seu amante uma vida de riquezas e luxos, concluindo que joias são mais importantes do que o amor. Críticos contemporâneos têm frequentemente citado "Material Girl" e "Like a Virgin" como as canções que tornaram Madonna um ícone. Foi um sucesso comercial, qualificando-se entre as dez primeiras colocações na Austrália, na Bélgica, no Canadá, na Irlanda, no Japão e no Reino Unido. Nos Estados Unidos, tornou-se a terceira canção de Madonna a listar-se entre as cinco primeiras colocações ao atingir a vice-liderança da Billboard Hot 100.
O vídeo musical correspondente foi dirigido por Mary Lambert e filmado entre os dias 10 e 11 de janeiro de 1985 em Hollywood, Califórnia. Inspirado pela interpretação de Marilyn Monroe do número "Diamonds Are a Girl's Best Friend", contida no filme Gentlemen Prefer Blondes (1953) e concebido como um "filme dentro de um filme", as cenas retratam Madonna interpretando uma atriz, cuja personagem se importa mais com o dinheiro e com as joias do que o amor verdadeiro e a personalidade de seu parceiro. Entretanto, esta atriz conclui o contrário, não importando-se com o dinheiro e com coisas caras. Ao descobrir isto, o diretor do filme em que esta atriz trabalha — interpretado pelo ator Keith Carradine — finge que é pobre e acaba saindo com ela.
Madonna interpretou "Material Girl" nas turnês Virgin (1985), Who's That Girl (1987), Blond Ambition (1990) e Re-Invention (2004); na maioria destas apresentações, a cantora identificou-se com a canção, fazendo-se de materialista. A faixa foi regravada por artistas como Britney Spears, Hilary Duff e Haylie Duff, além de ter aparecido em filmes como Moulin Rouge! (2001) e Bridget Jones: The Edge of Reason (2004). Ao longo dos anos, Madonna foi apelidada como uma garota materialista, e comentou que se arrepende de ter gravado a canção por ter sido conhecida como uma mulher que não se importa com o amor. A faixa tem sido usada como uma influência para mulheres e foi um objeto central de vários debates.

## Antecedentes e composição
"Material Girl" foi composta por Peter Brown e Robert Rans, enquanto Nile Rodgers produziu a faixa. Em 1986, Madonna disse a revista Company que, apesar de ela não ter composto ou criado a música, o seu significado lírico e o seu conceito se aplica a sua situação naquela época. Ela disse: "Estou muito orientada para a carreira. Você é atraída por pessoas que são ambiciosos dessa forma, assim como na canção 'Material Girl'. Você é atraída por homens que têm coisas materiais, porque isso é o que paga os aluguéis e faz com que você compre peles. Essa é a segurança. Que dura mais de emoções". Em uma entrevista com a revista Rolling Stone, Madonna foi questionada pelo entrevistador Austin Scaggs sobre seus primeiros sentimentos depois de ouvir as demonstrações de "Like a Virgin" e "Material Girl". Madonna respondeu dizendo: "Eu gostava das duas, porque elas eram irônicas e provocadoras ao mesmo tempo, mas também [eram] o contrário de mim. Eu não sou uma pessoa materialista, e eu certamente não era virgem, e, a propósito, como você pode ser como uma virgem? Eu gostei do jogo de palavras, eu achei que as palavras eram espertas. Elas são tão inteligentes, elas são legais".
"Material Girl" é composta por arranjos de sintetizadores, com uma forte batida apoiando-os. Uma voz masculina robótica repete o gancho "Vivendo em um mundo materialista". De acordo com a partitura publicada pela Alfred Publishing, a canção é definida na assinatura de tempo comum, com um ritmo de 120 batidas por minuto. Ele é definido na chave de Dó maior, com os vocais de Madonna atingindo desde Dó4 até Dó5. O refrão da canção possui a progressão harmônica composta por fá, sol, mi menor, lá menor, fá, sol e dó em seu refrão, enquanto os versos são baseados no modo mixolídio Dó, dando à canção um estilo humorístico. A linha do baixo da canção possui origens do gênero pós-disco, que é uma reminiscência de "Can You Feel It", do grupo The Jackson 5. Além disso, as estrofes lembram o refrão de "You Should Hear How She Talks About You", de Melissa Manchester.
As letras explicam que Madonna quer dinheiro, boas roupas e vida perfeita, e que os homens são capazes de fornecer essas coisas materialistas. Também há uma referência cruzada com a canção "Shop Around", do grupo The Miracles. As letras também retratam as relações em termos de capitalismo, como o comunismo, e o romance torna-se sinônimo de negociar ações. O título foi uma polissemia como as letras e deduziu Madonna como a mulher mais desejada e respeitada.

## Crítica profissional
Em uma análise feita para o seu livro The Complete Guide to the Music of Madonna, o autor Rikky Rooksby comparou a canção às obras de Cyndi Lauper devido a voz estridente de Madonna na faixa. Ele acrescentou que a canção era uma "sátira pungente na era jovens-e-armas-vão-para-isso de [Ronald] Reagan / [Margaret] Thatcher. Que só serve para mostrar que a música pop e a ironia não se misturam". Stephen Thomas Erlewine, do portal Allmusic, disse que "Material Girl" foi uma das canções que fizeram Madonna se tornar um ícone, com a outra sendo "Like a Virgin", do mesmo álbum, ambas permanecendo como uma declaração definitiva. Ele acrescentou que as duas faixas ofuscam o resto do disco "porque elas são uma combinação perfeita de tema e som". Debby Miller, da revista musical Rolling Stone, sentiu que a canção retratou Madonna mais como uma garota prática do que cantoras anteriores. Dave Karger, da publicação Entertainment Weekly, ao rever o álbum em 1995, sentiu que a música soou um pouco repetitiva e imatura, em comparação com o seu contexto atual. Jim Farber, da mesma publicação, sentiu que a canção fez com que os críticos achassem uma maneira de criticar o trabalho de Madonna. Sal Cinquemani, da Slant Magazine, comentou que Madonna tinha "definido uma geração com sucessos como 'Material Girl'". Alfred Soto, da revista Stylus Magazine, comparou a canção com "Everything She Wants", de Wham!. Michael Paoletta, da Billboard, comentou que a música sofreu um "momento dance-rock febril". Nancy Erlick, da mesma revista, disse que "a cantora e sua equipe conquistaram [os jovens] mais uma vez com sua montagem irresistível de ganchos pop novos e usados". Em 2003, fãs de Madonna foram convidados a votar em uma lista dos vinte melhores singles de todos os tempos da artista para uma edição especial da revista Q dedicada a Madonna. "Material Girl" atingiu a 15ª posição da lista.

## Vídeo musical
O vídeo musical de "Material Girl" foi inspirado pela admiração de Madonna por Marilyn Monroe e prestou uma homenagem ao número "Diamonds Are a Girl's Best Friend", interpretado por Monroe no filme Gentlemen Prefer Blondes (1953). Ele também incluiu o ator Keith Carradine, que interpretou o interesse amoroso de Madonna. O vídeo foi o primeiro a mostrar a capacidade de Madonna como atriz, pois ela combinou as coreografias de "Diamonds Are a Girl's Best Friend" com o enredo de um homem que impressiona Madonna com margaridas, ao invés de diamantes. Em uma entrevista com o periódico New York Daily News, Madonna disse:
| “ | Bem, a minha cena favorita de todos os filmes de Marilyn Monroe é quando ela faz a sequência de dança de 'Diamonds Are a Girl's Best Friend'. E quando chegou a hora de fazer o vídeo para a canção [Material Girl], eu disse: 'eu posso apenas refazer toda aquela cena e vai ser perfeito'. (...) Marilyn foi transformada em algo que não é humano de alguma forma, e eu posso me relacionar com isso. A sua sexualidade é algo que todo mundo estava obcecado e que eu podia me relacionar. E havia certas coisas sobre a sua vulnerabilidade que eu estava curiosa e me senti atraída. | ” |

O vídeo musical foi filmado entre os dias 10 e 11 de janeiro de 1985 nos estúdios Ren-Mar, situados em Hollywood, Califórnia e foi dirigido por Mary Lambert, que já havia trabalhado com Madonna nos vídeos musicais de "Like a Virgin" e "Borderline". Foi produzido por Simon Fields; Peter Sinclair ficou a cargo da direção de fotografia; Glenn Morgan ficou a cargo da edição; e Kenn Ortega coreografou as rotinas de dança. O ator Robert Wuhl aparece na abertura do vídeo. Grande parte da joias usadas por Madonna no vídeo são originárias da coleção de Connie Parente, uma popular joalheira de Hollywood. O vídeo musical fez ao mesmo tempo uma exageração e uma crítica às letras de Madonna, bem como a ela mesma. Foi durante as filmagens do vídeo que Madonna conheceu seu primeiro marido, o ator Sean Penn.
O vídeo se inicia com dois homens assistindo a um curta-metragem em uma sala de exibição dentro de um estúdio de Hollywood. Na tela, uma atriz interpretada por Madonna canta e dança "Material Girl", vestida como Monroe em "Diamonds Are a Girl's Best Friend". Um dos homens, interpretado por Carradine, é um diretor e produtor, e é imensamente rico. Ele se apaixona pela atriz e decide expressar sua paixão por ela. Ele diz a seu funcionário, interpretado por Wuhl: "(...) Ela [Madonna] é fantástica. Ela poderia se tornar uma estrela". O funcionário responde: "Ela poderia ser. Ela poderia ser grande. Ela poderia ser uma grande estrela (...)". O primeiro, em seguida, conclui: "Ela é uma estrela, George". Depois disso, Madonna é vista vestida com um vestido rosa sem mangas e com os cabelos loiros escuros e cacheados. O vídeo é uma reconstrução da cena de Monroe, caracterizado com escadas, lustres e uma série de bailarinos vestidos com smokings. Madonna dança e canta a faixa, enquanto está rodeada por dinheiro, joias caras, peles e é carregada pelos homens sobre as escadas. Ao mesmo tempo, ela alude-se com os homens, batendo neles com um leque. Como o produtor tenta impressionar Madonna, ele a escuta dizendo que não gosta de coisas materiais, e que prefere simples romances. Ele finge ser pobre, e lhe traz flores cortadas à mão, pagando um homem pobre com uma grande quantidade de dinheiro (ou, eventualmente, comprando) um caminhão sujo para levá-la a um encontro. O plano do diretor funciona, com a cena final mostrando ele e Madonna se beijando no caminhão.
Foi no vídeo de "Material Girl" que Madonna começou a ser comparada a Monroe. No entanto, ela estabeleceu uma distância segura entre essas comparações e as desenvolveu dentro do mesmo pastiche. Detalhes como o uso de luvas diferentes ou leques diferentes no vídeo trouxeram as conexões entre essas mulheres, mas Madonna fez uma alusão a si mesma de uma forma sutil. O leque na mão de Monroe na versão original é uma iconografia da roda de Sudarshana Chakra, do ídolo indiano Vishnu. Em uma análise feita para o seu livro Madonna as a Postmodern Myth: one star's self-construction rewrites sex, o autor Georges-Claude Guilbert disse que o leque na mão de Madonna simboliza o desejo ardente despertado por Monroe, bem como o sacrifício ritual, prenunciando assustadoramente sua morte prematura em 1962. O leque de Madonna, que apareceu no final do vídeo, significa que Madonna — ao prestar sua homenagem a Monroe — fez a sinalização de que ela não tinha intenção de ser uma vítima como Monroe, e que ela estava no caminho de se tornar um mito feminista pós-moderno. O autor Nicholas Cook comentou que o vídeo promoveu a identidade de Madonna como a canção sugere, com o objetivo de mudar "a imagem de Madonna desde a de um bimbo de música disco até uma estrela autêntica". Lisa A. Lewis, autora de Gender, Politics and MTV, disse que com o vídeo, Madonna conseguiu a rara distinção de ser aceita como um meio de literatura pelos autores de música. O vídeo de "Material Girl" foi nomeado na categoria de Best Female Video durante os MTV Video Music Awards de 1985, mas perdeu para "What's Love Got to Do with It", de Tina Turner. O vídeo foi classificado na 54ª posição na lista dos 100 melhores vídeos de todos os tempos feita pelo canal VH1.

## Apresentações ao vivo

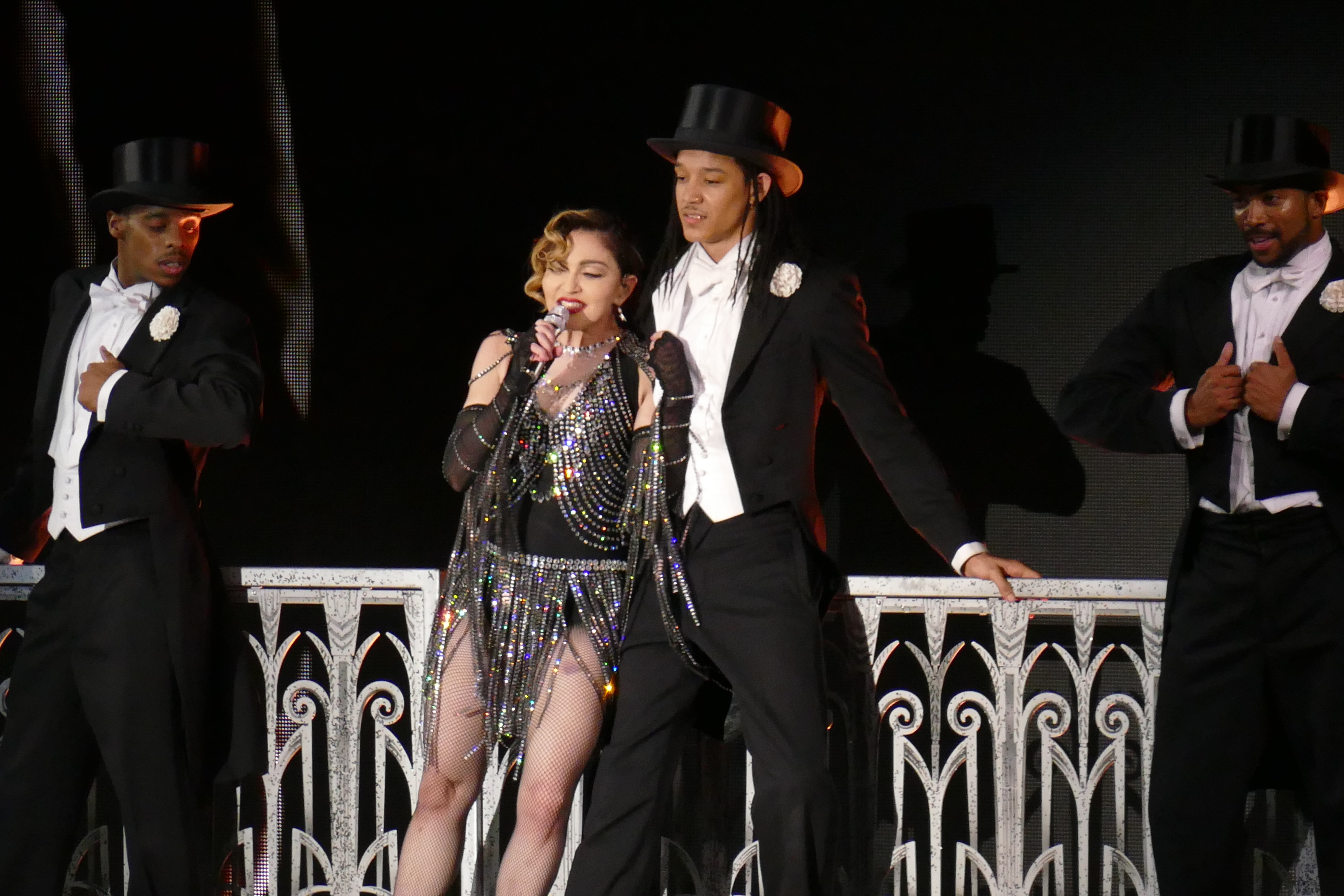
Madonna apresentando a canção durante a turnê Rebel Heart Tour (2015-16).

"Material Girl" foi realizada por Madonna em três de suas turnês. Ela terminou a digressão Virgin (1985) com uma performance em que ela autoparodiava a canção. Ela usou um top branco e uma saia branca apertada, e carregava dólares falsos em sua mão esquerda.  No final da apresentação, ela falou com a plateia: "Vocês realmente acham que eu sou uma garota materialista? (...) Eu não sou (...) Levem-os [jogando dinheiro falso] (...) Eu não preciso de dinheiro (...) Eu preciso de amor". Quando ela começou a revelar mais roupas, ela foi pega e marchou para fora do palco por um levantamento extra, tal como feito por seu pai. No show de Detroit, o próprio pai da cantora, Tony Ciccone, a levantou. A apresentação foi incluída no VHS da turnê, Live - The Virgin Tour. Na turnê Who's That Girl, de 1987, Madonna executou "Material Girl" como parte de uma mistura com "Dress You Up" e "Like a Virgin". Ela usou um traje elaborado, inspirado por Dame Edna Everage. O figurino consistia de um chapéu repleto de frutas falsas, flores e penas, joias pesadas, quadros pretos, uma saia de babados, um corpete coberto com objetos como relógios e bonecas e meias arrastão. A autora Carol Clrek afirmou que "para Madonna, o vestido era mais ridículo do que bem-humorado". Duas apresentações diferentes da canção na turnê podem ser encontradas nos vídeos Who's That Girl - Live in Japan, filmado em Tóquio, no Japão, em 22 de junho de 1987, e Ciao, Italia! - Live from Italy, filmado em três cidades diferentes: Turim, Itália, em 4 de setembro de 1987; Florência, localizada no mesmo país, dois dias depois; e Tóquio, no Japão, em 22 de junho de 1987.
Para a sua turnê seguinte, Blond Ambition, de 1990, Madonna e suas vocalistas de apoio Niki Haris e Donna De Lory estavam vestidas como mulheres velhas em roupões macios com cifrões e pinos de curling em seus cabelos. Cantando a música com um forte sotaque do Oriente Médio, elas se levantaram e revelaram um vestido rosa frivolish debaixo de suas batas, começando a dançar ao redor dele. Madonna substituiu a linha "A experiência me tornou rica" por "A experiência me tornou uma vadia". Depois de apresentar a faixa, ela produziu dólares em seu corpete e os jogou para que os espectadores pudessem pegá-los. Duas performances diferentes foram gravadas e lançadas nos vídeos Blond Ambition - Japan Tour 90, gravado na cidade de Yokohama, no Japão, em 27 de abril de 1990, e Live! - Blond Ambition World Tour 90, gravado em Nice, França, no dia 5 de agosto de 1990. Para a turnê Re-Invention (2004), foi elaborado um repertório em que os shows se iniciariam com "I'm So Stupid", "Dress You Up" e "Material Girl". No entanto, as duas primeiras canções foram retiradas da lista. Assim, "Material Girl" foi transferida como a canção de encerramento do segmento Military-Army, e foi rearranjada com uma guitarra elétrica. Madonna usou roupas com temas militares e apresentou a canção apenas com um microfone, tocando uma guitarra elétrica. Atrás dela, havia televisões que exibiam equações matemáticas, juntamente com símbolos de DNA.

## Regravações e uso na mídia

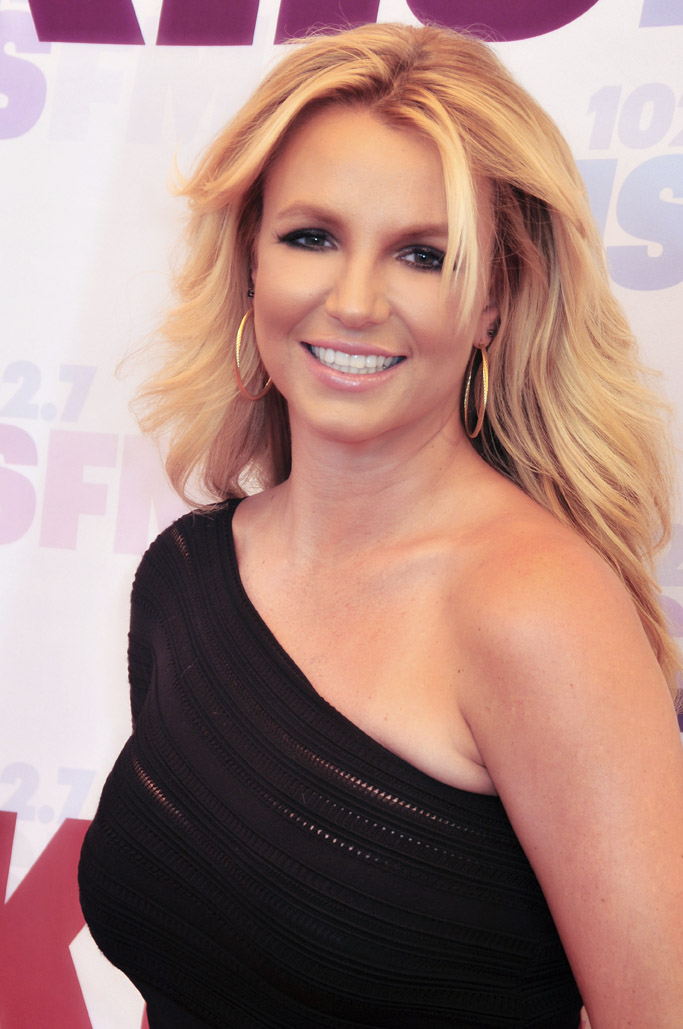
A cantora Britney Spears foi uma das artistas que regravou "Material Girl".

A artista cantopop Sally Yeh fez uma regravação da faixa na língua cantonesa, sob o título de "Two Hundred Degrees (200度)". O programa infantil Sesame Street fez uma paródia da música em 1989 com letras completamente diferentes. Intitulada "Cereal Girl", a regravação falava sobre uma menina que gostou do monstro de um cereal depois de provar uma tigela dele. O grupo fictício The Chipettes realizou uma regravação da canção para o episódio "Sisters", da série Alvin and the Chipmunks. Em 1998, a faixa foi demonstrada na obra "If You Buy This Record (Your Life Will Be Better)", interpretada por The Tamperer com a participação de Maya. A banda industrial KMFDM regravou "Material Girl" como parte do álbum de tributo à Madonna, Virgin Voices: A Tribute To Madonna: Vol 1, lançado em 1999. No mesmo ano, a cantora Britney Spears apresentou a canção em sua turnê ...Baby One More Time, citando Madonna e Janet Jackson como as suas maiores inspirações. A banda Exhumed regravou a canção como parte do CD bônus da edição limitada de seu álbum Platters of Splatter (2004).
Hilary e Haylie Duff regravaram a música como parte do filme Material Girls (2006), em que ambas as atrizes estrelaram. A regravação era para ser produzida por Lil Jon; no entanto, a versão lançada da regravação foi produzida por Dead Executives. De acordo com Haylie, a faixa seria lançada como single, mas não havia tempo para filmar um vídeo musical. A cantora islandesa Hafdis Huld apresentou a faixa nos festivais musicais The Secret Garden e The Big Chill em 2007. Em seu concerto esgotado feito em 16 de maio de 2009 no Auditório Nacional da Cidade do México, a artista mexicana Yuridia realizou uma regravação de "Material Girl". Uma regravação no estilo de folk rock feita por Mountain Party foi incluída na compilação Through the Wilderness (2007), feita em homenagem à Madonna. A canção "Marteria Girl", do rapper alemão Marteria, possui demonstrações a Madonna em seu refrão. Em 2010, o cantor Elton John realizou uma regravação de "Material Girl" no Rainforest Fund Benefit Concert.
"Material Girl" foi usada como parte da mistura "Diamonds Sparkling", do filme Moulin Rouge! (2001). Três anos depois, a faixa foi usada no filme Bridget Jones: The Edge of Reason. Na cena, Bridget é liberado de uma prisão tailandesa. Em 2006, o jogo de ação e ritmo Elite Beat Agents, da Nintendo DS, apresentou uma regravação da música em um dos níveis do jogo. O nível apresenta duas celebridades debutantes presas em uma ilha deserta. A canção também apareceu nos jogos Karaoke Revolution Party e Wii Music, um videogame da Nintendo lançado em 2008. Em 2019, a canção foi inclusa na trilha sonora da 3ª temporada da série Stranger Things, ambientalizada no ano de 1985. Na cena, os protagonistas jovens acabam indo ao shopping: Max e Onze se divertem enquanto Mike, Will e Lucas procuram um presente para as meninas, respectivamente.

## Legado

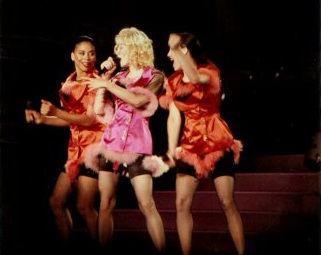
Madonna e suas vocalistas de apoio Niki Haris e Donna De Lory apresentando "Material Girl" durante a turnê Blond Ambition (1990).

Após o lançamento da canção, a expressão "garota materialista" tornou-se um apelido para Madonna. Ela comentou diversas vezes que "Material Girl" é a canção que mais lamenta ter gravado, pois ela tem sido associada à canção por diversas décadas. Ela também disse que se soubesse disso, provavelmente teria nunca gravado a faixa. Depois de fazer o vídeo musical da canção, Madonna disse que nunca quis ser comparada à Monroe, apesar de ter posado como ícones de Hollywood e de ter recriado as poses mais famosas de Monroe para várias sessões de fotos, mais notavelmente em uma edição de 1991 da revista Vanity Fair. Refletindo sobre a canção, Madonna disse ao autor J. Randy Taraborrelli:
| “ | Eu não posso desprezar completamente a música e o vídeo, pois eles certamente foram importantes para a minha carreira. Mas falar sobre os meios de comunicação pendurados em uma frase e interpretar mal a coisa também. Eu não compus essa música, você sabe, e o vídeo era sobre como a garota rejeitou diamantes e dinheiro. Mas Deus que me perdoe de como a ironia deve ser entendida. Então, quando eu estiver com noventa anos, eu ainda vou ser a garota materialista. Eu acho que não seja tão ruim. Lana Turner foi a garota da camisola até o dia em que ela morreu. | ” |

Acadêmicos analisaram o uso do termo "material" estranho, pois, segundo eles, "materialista" é a palavra correta. No entanto, isso colocou problemas de versificação entre Madonna e o compositor Peter Brown. O escritor Georges-Claude Guilbert comentou que "Material Girl" designou um certo tipo de mulheres liberais, desviando-se assim de sua cunhagem original, que significou uma garota que era tangível e acessível. O autor Nicholas Cook disse que o significado e o impacto de "Material Girl" não era mais circunscrito pelo vídeo, e sim pela canção. A sua influência foi vista mais tarde entre batalhas de grupos diversos, tais como feminino contra masculino, homossexuais contra heterossexuais, e acadêmicos contra adolescentes.
Em 1993, foi realizada uma conferência na Universidade da Califórnia, localizada em Santa Barbara, com o assunto sendo Madonna: Feminist Icon or Material Girl?. A conferência tratou da dualidade de Madonna como um ícone feminista e como uma pessoa materialista, e foi deduzido que a questão do feminismo de Madonna não é fácil de ser decidido. Algumas das feministas deixaram a conferência, alegando que o assunto não havia sido capaz de entrar em suas mentes. À medida que o conceito da nova era tornou-se popular nos Estados Unidos no final da década de 1990, Madonna tentou evitar o apelido de "garota materialista" e embarcou em uma própria busca espiritual. Jornais como o The Times e o The Advocate declaram-a como "a garota étera" e "a mulher espiritual", respectivamente.

## Faixas e formatos
| 7" single britânico e estadunidense |                 |         |  |
| N.º                                 | Título          | Duração |  |
| 1.                                  | "Material Girl" | 4:00    |  |
| 2.                                  | "Pretender"     | 4:28    |  |

| 12" single britânico e estadunidense / CD single relançado em 1995 |                                      |         |  |
| N.º                                                                | Título                               | Duração |  |
| 1.                                                                 | "Material Girl" (Extended Dance Mix) | 6:05    |  |
| 2.                                                                 | "Pretender"                          | 4:28    |  |

| 12" single japonês |                                      |         |  |
| N.º                | Título                               | Duração |  |
| 1.                 | "Material Girl" (Extended Dance Mix) | 6:10    |  |
| 2.                 | "Into the Groove"                    | 4:45    |  |
| 3.                 | "Angel" (Extended Dance Mix)         | 6:14    |  |

## Créditos
Lista-se abaixo os profissionais envolvidos na elaboração de "Material Girl", de acordo com o encarte do álbum Like a Virgin:
| - Madonna: vocalista principal, vocalista de apoio - Peter Brown: composição - Robert Rans: composição - Nile Rodgers: produção, guitarra, synclavier II, Juno-60 - Bernard Edwards: baixo | - Tony Thompson: bateria - Curtis King: vocalista de apoio - Frank Simms: vocalista de apoio - George Simms: vocalista de apoio |

## Desempenho comercial
Nos Estados Unidos, "Material Girl" debutou na 43ª posição na edição de 9 de fevereiro de 1985 da Billboard Hot 100, quando "Like a Virgin" saiu das dez melhores posições. O single subiu rapidamente na lista, pulando 13 posições, atingindo o número cinco na semana de 9 de março de 1985, e, finalmente, permaneceu na vice-liderança da tabela durante duas semanas, sendo barrado da primeira posição por "Can't Fight This Feeling" e "One More Night", de REO Speedwagon e Phil Collins, respectivamente. Na semana em que a canção caiu para a terceira posição, seu single seguinte, "Crazy for You", atingiu a quarta posição, dando à Madonna duas canções entre as cinco mais vendidas. "Material Girl" foi a terceira faixa de Madonna a culminar na Hot Dance Club Songs, mas obteve menos sucesso na tabela Hot R&B/Hip-Hop Songs, atingindo a 49ª posição como melhor. Foi a 58ª canção mais vendida no país no ano de 1985, com Madonna se tornando a maior artista pop do ano. No Canadá, a canção estreou na tabela de singles da RPM na posição de número 76 durante a edição de 16 de fevereiro de 1985. Após cinco semanas, atingiu a quarta posição como melhor e esteve presente na tabela durante um total de 21 semanas. Foi a 46ª faixa mais vendida no Canadá naquele ano.
Na Austrália, a canção alcançou a quarta posição como melhor. No Reino Unido, "Material Girl" debutou na vigésima quarta colocação da UK Singles Chart na semana de 2 de março de 1985 e atingiu um pico de número três, estando presente na tabela durante dez semanas. Foi certificada como prata pela British Phonographic Industry ao exportar 200,000 cópias. De acordo com a The Official Charts Company, a canção vendeu 405 mil cópias em território britânico. Em toda a Europa, a canção alcançou as dez melhores posições na Áustria, na Bélgica, na Espanha, na Irlanda, nos Países Baixos e na tabela European Hot 100 Singles, atingindo as quarenta melhores posições na Alemanha e na Suíça. No Japão e na Nova Zelândia, a canção alcançou picos de números dois e cinco, respectivamente.

### Tabelas semanais
| Tabela musical (1985)                 | Melhor posição |
| ------------------------------------- | -------------- |
| Alemanha (Media Control Charts)       | 13             |
| Austrália (Kent Music Report)         | 4              |
| Áustria (Ö3 Austria Top 40)           | 8              |
| Bélgica (Ultratop 50 de Flandres)     | 4              |
| Canadá (RPM Single Chart)             | 4              |
| Espanha (PROMUSICAE)                  | 10             |
| Estados Unidos (Billboard Hot 100)    | 2              |
| Estados Unidos (Hot Dance Club Songs) | 1              |
| Estados Unidos (R&B/Hip-Hop Songs)    | 49             |
| Europa (European Hot 100 Singles)     | 5              |
| França (SNEP)                         | 47             |
| Irlanda (IRMA)                        | 3              |
| Islândia (RÚV)                        | 5              |
| Japão (Oricon)                        | 2              |
| Nova Zelândia (Recorded Music NZ)     | 5              |
| Países Baixos (Dutch Top 40)          | 7              |
| Países Baixos (Single Top 100)        | 7              |
| Reino Unido (UK Singles Chart)        | 3              |
| Suíça (Schweizer Hitparade)           | 15             |

| Tabela musical (1985)              | Posição |
| ---------------------------------- | ------- |
| Canadá (RPM)                       | 46      |
| Estados Unidos (Billboard Hot 100) | 58      |
| Itália (FIMI)                      | 75      |
| Países Baixos (Single Top 100)     | 57      |

| Região                                                                                 | Certificação | Vendas  |
| -------------------------------------------------------------------------------------- | ------------ | ------- |
| Reino Unido (BPI)                                                                      | Prata        | 385,000 |
| *vendas baseadas apenas na certificação ^distribuições baseadas apenas na certificação |              |         |

| Gráficos de sucessão                        | Gráficos de sucessão                                          | Gráficos de sucessão                           |
| ------------------------------------------- | ------------------------------------------------------------- | ---------------------------------------------- |
| Precedido por "Bad Habits" por Jenny Burton | Singles número um na Hot Dance Club Songs 30 de março de 1985 | Sucedido por "In My House" por Mary Jane Girls |